# 梶ヶ谷貨物ターミナル駅
梶ヶ谷貨物ターミナル駅（かじがやかもつターミナルえき）は、神奈川県川崎市宮前区梶ケ谷にある日本貨物鉄道（JR貨物）の貨物駅である。武蔵野線所属。

## 歴史
川崎内陸部工場地域の貨物利用、および、多摩田園都市・港北ニュータウンなど周辺地域の人口を背景とする消費物資の到着が期待できることから、小杉トンネルと生田トンネルに挟まれた明かり区間に設置された貨物の拠点駅である。開業により、南武線の稲城長沼駅・武蔵溝ノ口駅の貨物取扱業務が当駅に集約された。また、川崎市道の尻手黒川道路を介して東名高速道路・第三京浜道路・国道246号（厚木街道）に近く、これらの幹線道路によって東京都南西部をも駅の勢力圏内とできることから、山手線の恵比寿駅・渋谷駅の貨物取扱も当駅に集約された。
『武蔵野線工事誌』によれば、敷地面積は17万7000平方メートルであり、当初、将来的な貨物取扱量は年間170万トン、1日あたり貨車400両と計画された。

### 年表
- 1976年（昭和51年）3月1日：武蔵野線（鶴見 - 府中本町、梶ヶ谷貨物ターミナル - 尻手）開通時に開業[1]。
- 1987年（昭和62年）4月1日：国鉄分割民営化により、JR貨物の駅となる[2]。梶ヶ谷貨物ターミナル - 尻手の営業キロは廃止される。
- 1991年（平成3年）3月25日：エフ・プラザ梶ヶ谷サントリー棟営業開始。
- 1995年（平成7年）10月6日：「クリーンかわさき号」運行開始[3]。
- 1996年（平成8年）10月30日：エフ・プラザ梶ヶ谷旭食品棟営業開始。
- 2019年（平成31年）10月15日：川崎市の野川地域住居表示施行に合わせ、駅舎所在地が宮前区野川140から宮前区梶ケ谷140に変更。

## 駅構造
築堤（一部高架）上にある高架駅。トンネルとトンネルの間の短い地上区間に設置されている。
1面2線のコンテナホームがある。ホームは長いが、東側約300メートルのみ使用されている。駅構内のホーム付近は、南側から上下本線、着発線4本、仕分け線4本、荷役線、ホーム、荷役線、仕分け線3本の順に並んでいる。荷役線と着発線は、府中本町駅方面へ伸びる引上げ線で繋がっている。なお、府中本町方面に伸びる引上げ線は生田トンネル内にまで伸びている。駅の業務は神奈川臨海鉄道が受託している。
ホームの北側には、駅舎や総合物流施設「エフ・プラザ梶ヶ谷」などが置かれている。エフ・プラザ梶ヶ谷は2棟あり、旭食品（旭食品棟）、サントリー（サントリー棟）が使用している。また、敷地内に「ロイヤルホームセンター 梶ヶ谷」があり、敷地内の道路はホーム部分を除いて一般車も通行することができる。
駅に隣接して川崎市道尻手黒川道路が走っており、駅構内との出入りは尻手黒川道路の黒川方面とは駅東側の平面交差で、尻手方面とは駅北側の立体交差で接続している。
駅舎の上には国鉄・JRのコンテナを模した看板が掲げられている。国鉄時代、この看板は帯を巻いたC20形コンテナのようなデザインであった。

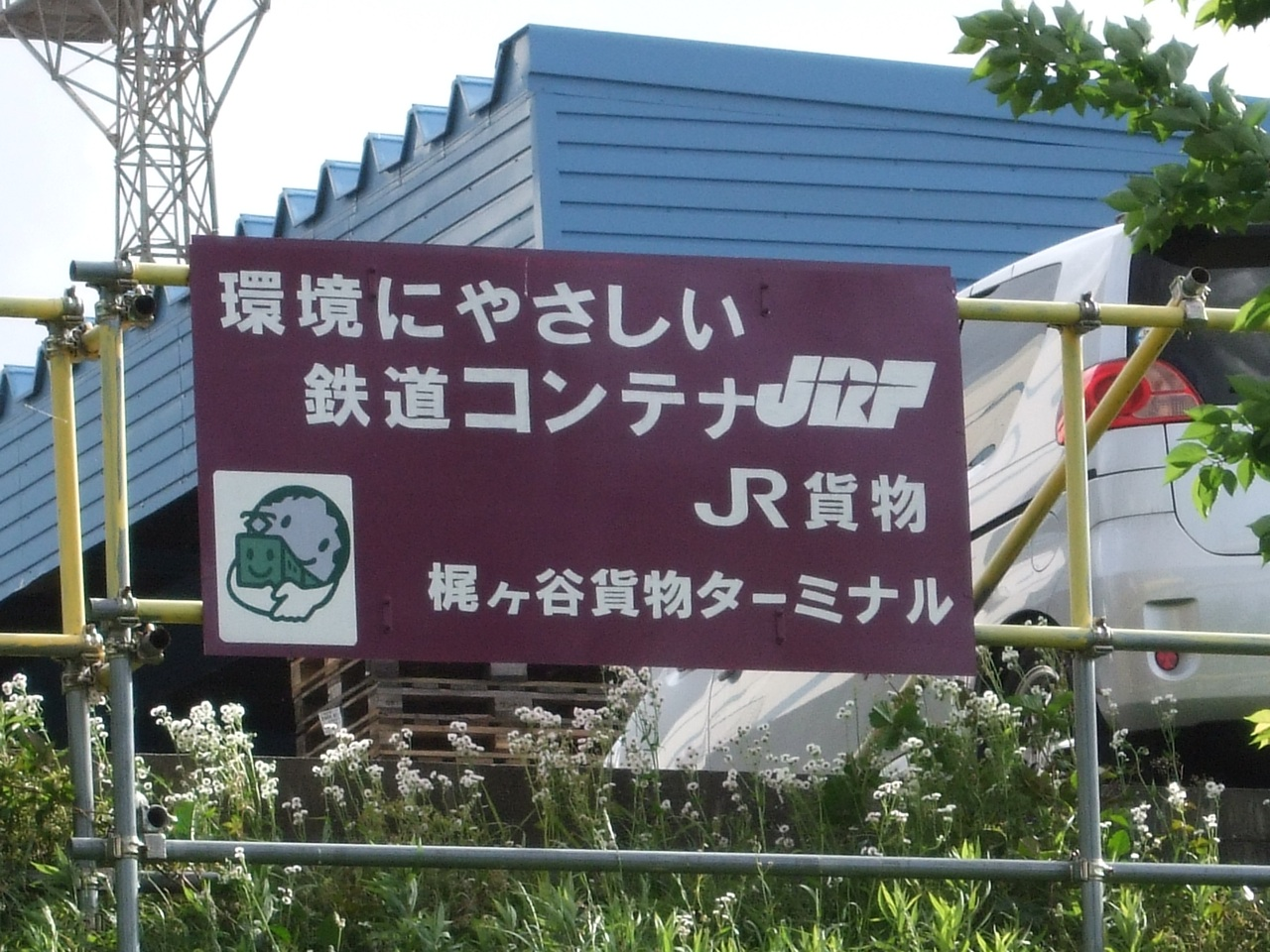
看板（2009年5月）
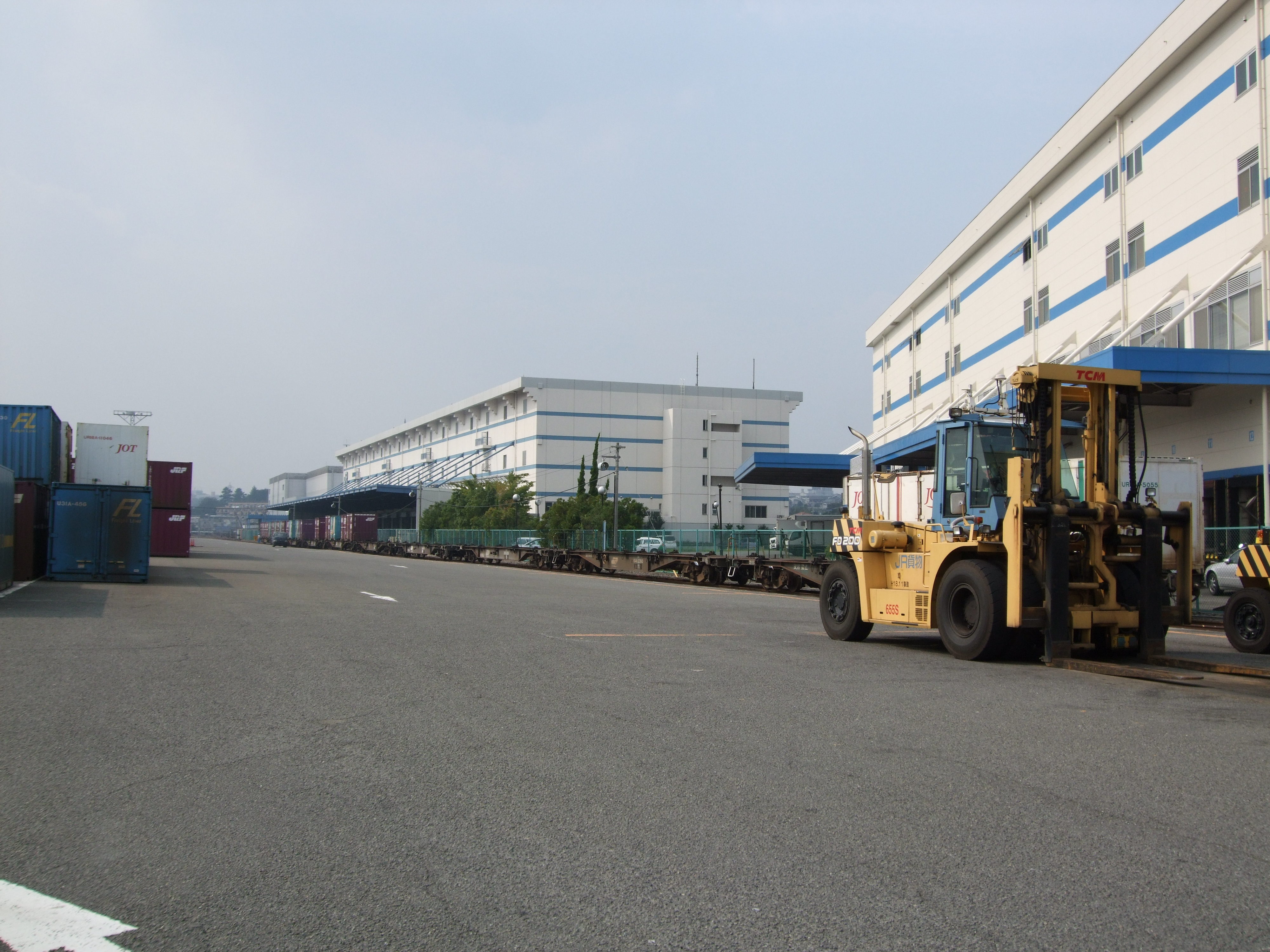
コンテナホーム（2008年9月、敷地外より撮影）
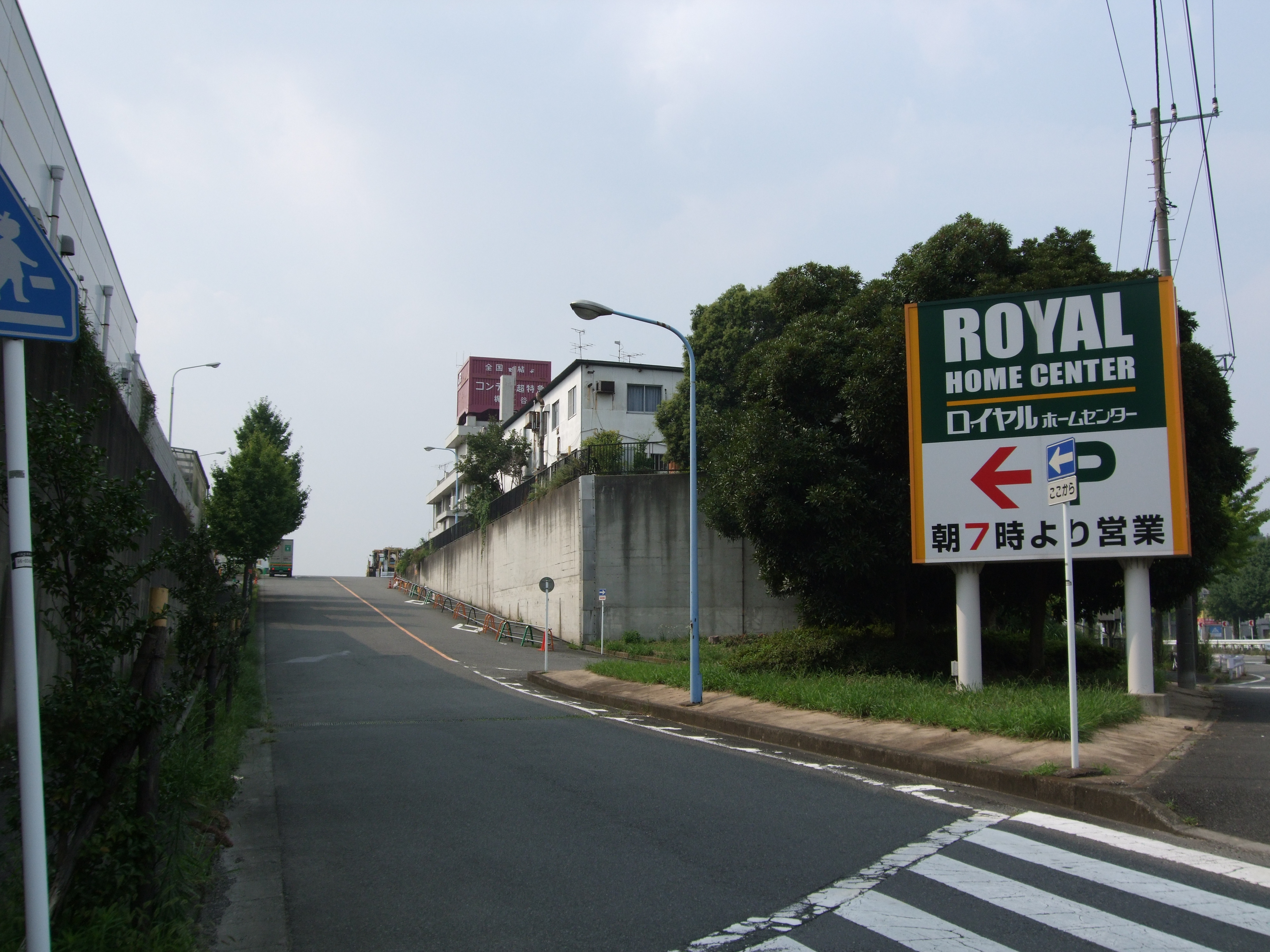
駅入口（2008年9月）
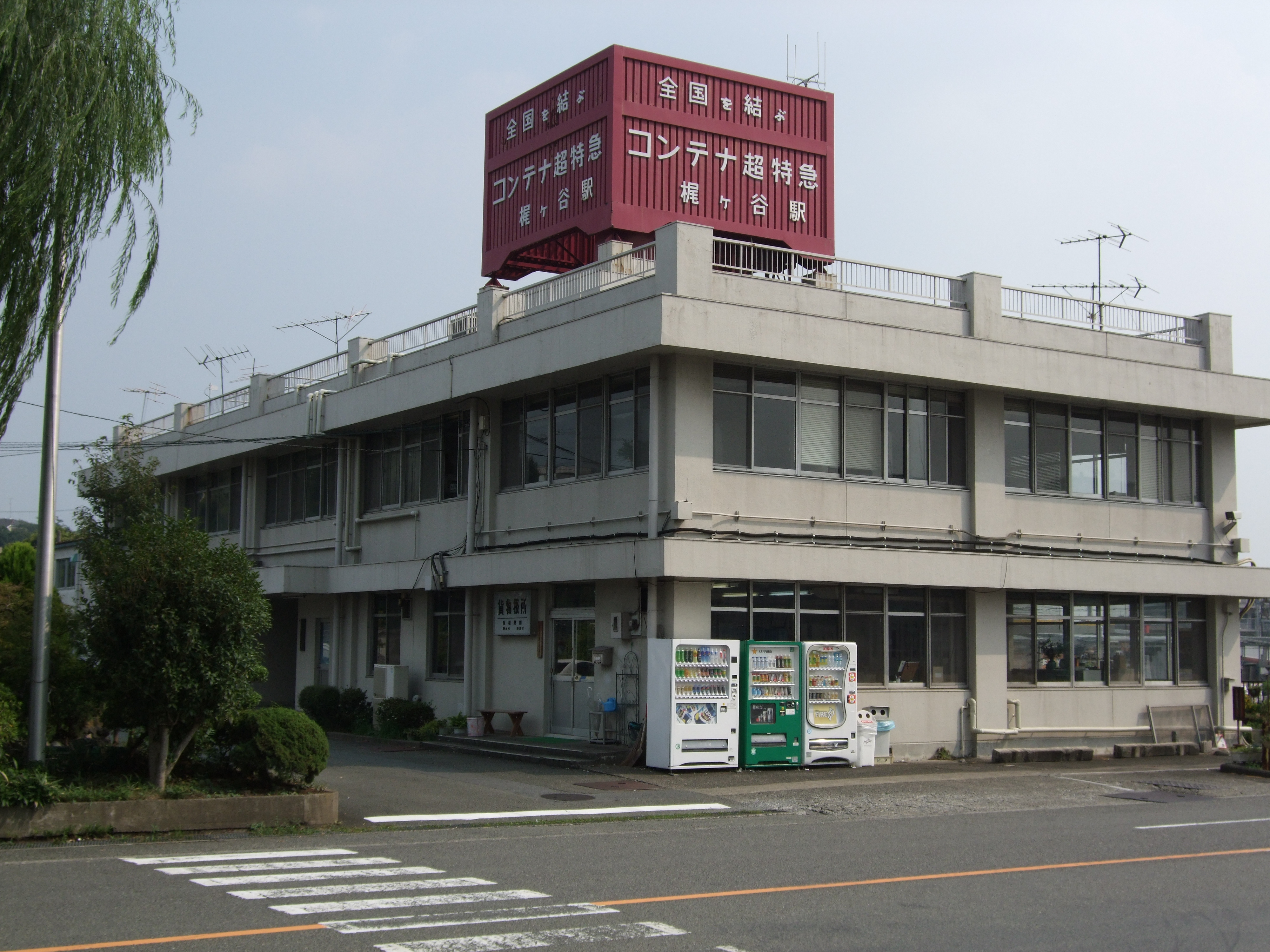
駅舎（2008年9月）
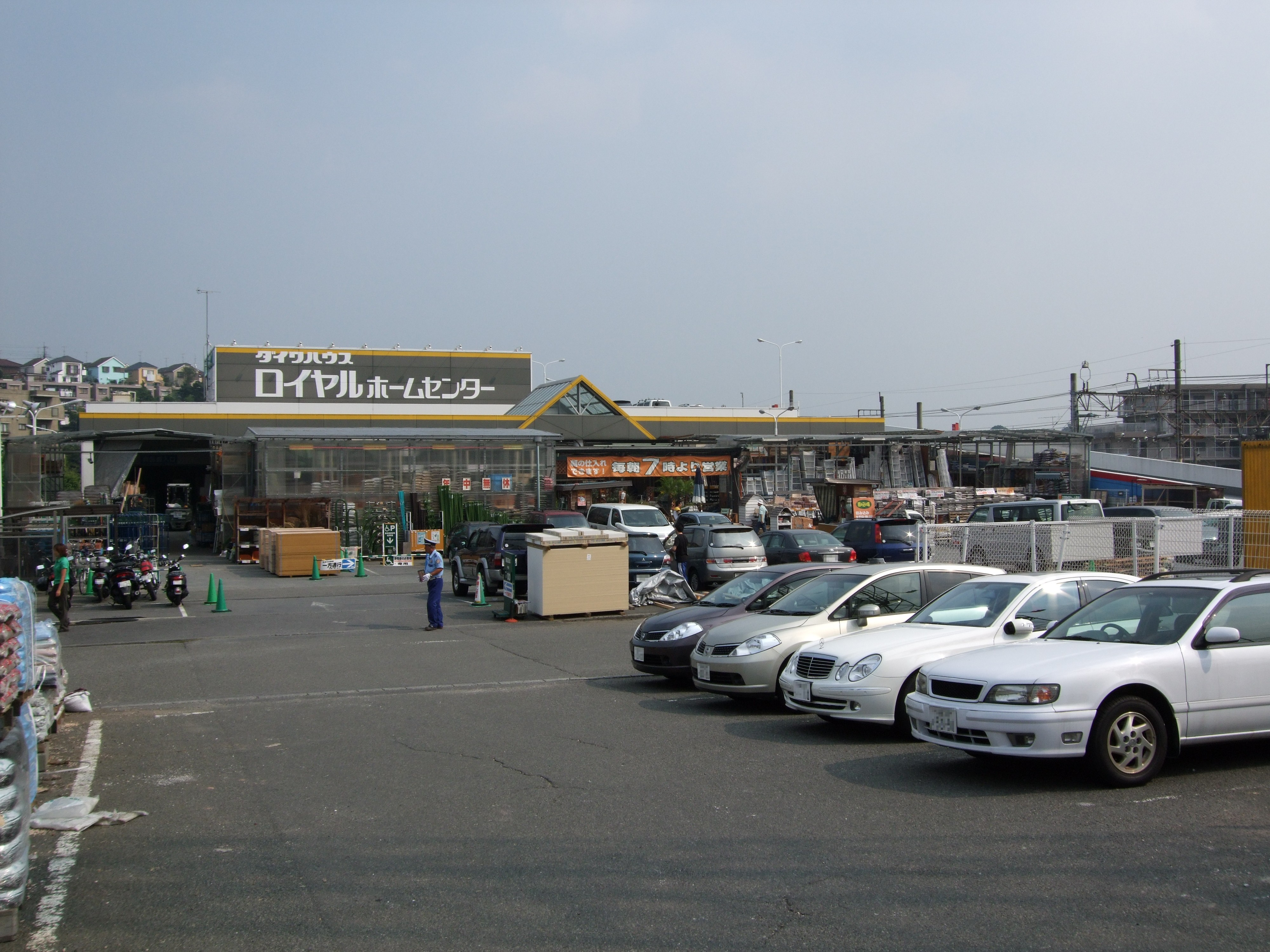
敷地内のホームセンター（2008年9月）

## 取り扱う貨物の種類
- コンテナ貨物

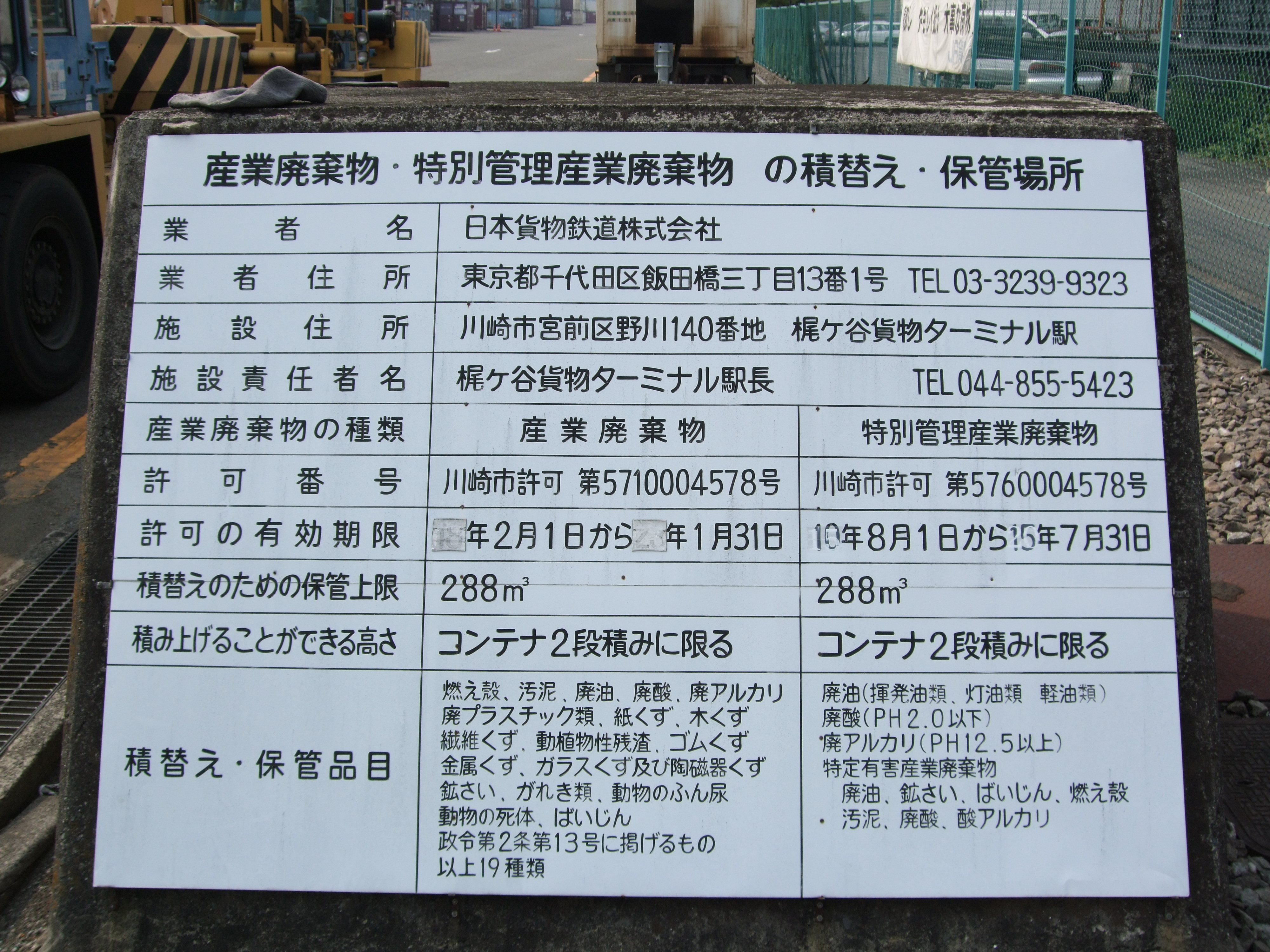
産業廃棄物取り扱い表

  - 12ftコンテナ、20ft大型コンテナを取り扱う。
- 産業廃棄物・特別管理産業廃棄物の取扱許可を得ている。

## 利用状況
近年の年間発着トン数は下記のとおり。
| 年度   | 発送トン数 | 到着トン数 | 出典        |
| ------ | ---------- | ---------- | ----------- |
| 1998年 |            |            |             |
| 1999年 |            |            |             |
| 2000年 |            |            |             |
| 2001年 |            |            |             |
| 2002年 | 273,556    | 107,920    | [ 統計 1 ]  |
| 2003年 | 262,108    | 100,880    | [ 統計 2 ]  |
| 2004年 | 254,078    | 97,432     | [ 統計 3 ]  |
| 2005年 | 208,652    | 92,858     | [ 統計 4 ]  |
| 2006年 | 132,957    | 69,509     | [ 統計 5 ]  |
| 2007年 | 142,696    | 70,939     | [ 統計 6 ]  |
| 2008年 | 139,618    | 63,329     | [ 統計 7 ]  |
| 2009年 | 131,891    | 57,596     | [ 統計 8 ]  |
| 2010年 | 120,838    | 57,284     | [ 統計 9 ]  |
| 2011年 | 108,623    | 56,370     | [ 統計 10 ] |
| 2012年 | 112,066    | 53,278     | [ 統計 11 ] |
| 2013年 | 136,842    | 63,060     | [ 統計 12 ] |
| 2014年 | 141,793    | 67,221     | [ 統計 13 ] |
| 2015年 | 142,152    | 64,399     | [ 統計 14 ] |
| 2016年 | 141,168    | 59,043     | [ 統計 15 ] |
| 2017年 | 181,870    | 69,415     | [ 統計 16 ] |
| 2018年 | 190,066    | 67,934     | [ 統計 17 ] |
| 2019年 | 286,342    | 91,314     | [ 統計 18 ] |
| 2020年 | 307,555    | 98,013     | [ 統計 19 ] |
| 2021年 | 184,905    | 61,019     | [ 統計 20 ] |
| 2022年 | 136,670    | 46,723     | [ 統計 21 ] |
| 2023年 | 120,112    | 44,963     | [ 統計 22 ] |
| 2024年 |            |            |             |
| 2025年 |            |            |             |

## 特殊貨物

### クリーンかわさき号

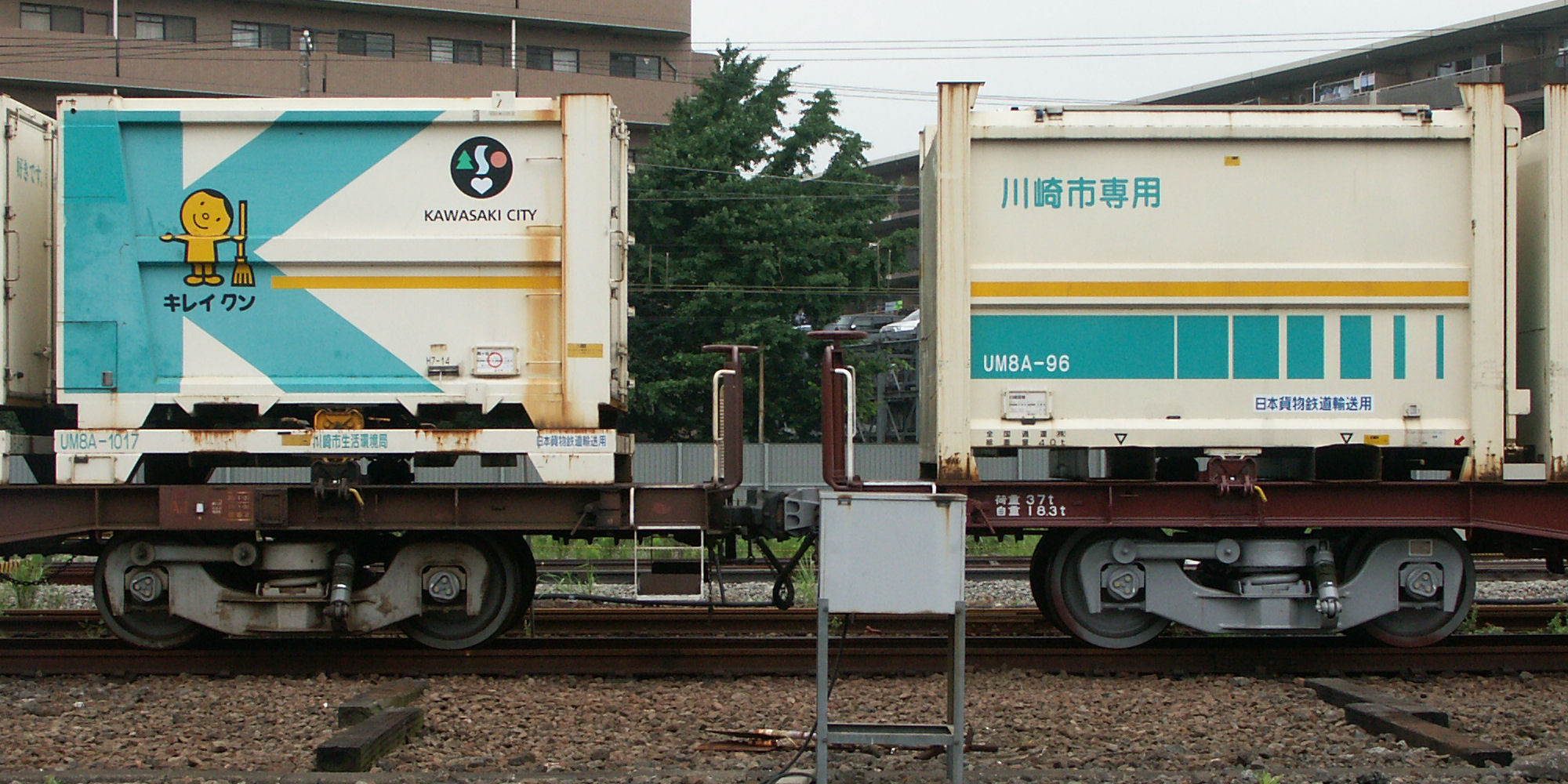
川崎市生活廃棄物輸送専用の私有コンテナ

川崎市の生活廃棄物輸送の発駅で、1日1往復（休日運休）の専用列車「クリーンかわさき号」が神奈川臨海鉄道浮島線末広町駅まで運行されている。
1995年10月、運行開始。市北部地域の住宅地で発生した生活廃棄物を東京湾臨海部の浮島処理センターに運ぶため、川崎市がJR貨物に鉄道輸送を提案した。臭気を憂慮したJR貨物であったが、川崎市が清掃車で培った技術を利用した専用コンテナを作成することで、運行が可能となった。当駅で積み込まれた廃棄物は末広町駅到着後、川崎区浮島町にある浮島処理センターまで運ばれる。粗大ごみ・一般ごみ・資源ごみ・焼却灰を川崎市の市有コンテナやJR貨物のコンテナで輸送する。なお、このような家庭ごみを運ぶ列車は、2025年5月現在、日本唯一である。2013年9月、新造した専用コンテナ（UM8A-9000）を使った資源ゴミ（プラスチック製容器包装）の輸送を開始した。
従来はトラック輸送であったものを貨物列車に置き換えることで、道路渋滞の影響を避けるとともに大気汚染や地球温暖化や道路渋滞といった環境負荷の軽減を図っている。川崎市のゴミ総量の6%に当たる年間約2万5000トンを運び、トラック輸送と比較して二酸化炭素排出量を年間170トンあまり削減している。
なお、新潟県中越沖地震で柏崎市のごみ処理施設が被災し、ごみの処理ができないという問題が発生したため、南長岡駅から当駅を経由し処理施設のある浮島までの貨物輸送を行ったこともある。

### 残土輸送

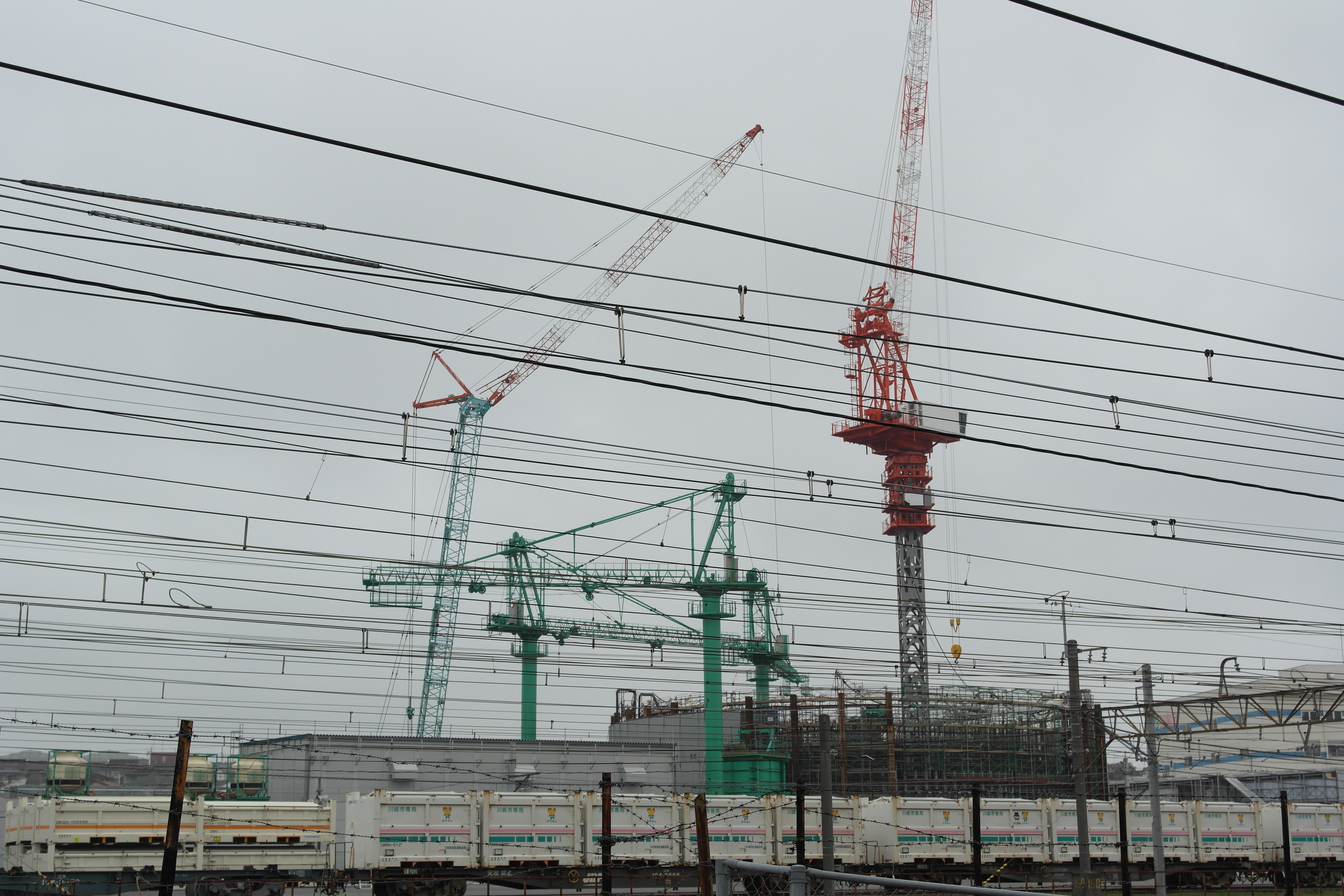
梶ヶ谷非常口工事（2019年6月）

当駅直下でリニア中央新幹線の第一首都圏トンネルが交差し、付近に保守用車留置施設と非常口が設置される予定である。
2017年5月26日から、リニア中央新幹線梶ヶ谷非常口及び資材搬入口新設工事によって発生した廃土を、当駅から扇町駅を経て川崎臨海部の三井埠頭までの間を、武蔵野南線・南武線（尻手短絡線・浜川崎支線）・鶴見線本線・三井埠頭専用線経由で運ぶ専用貨物列車の運行が始まった。これには「クリーンかわさき号」の運行実績と、JR貨物が推し進めている静脈輸送の好評が背景にあるという。

## 駅周辺

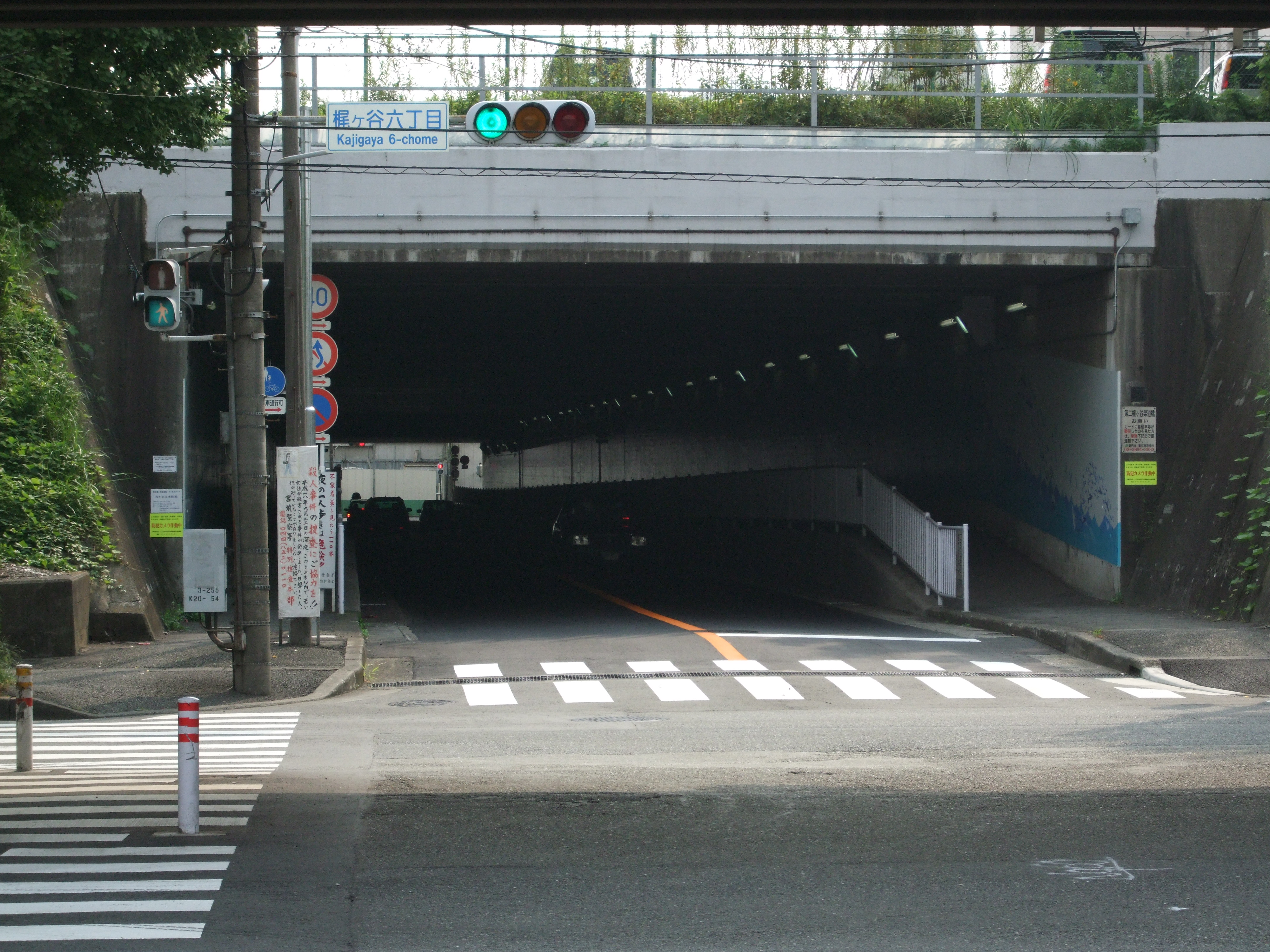
梶ヶ谷6丁目交差点と第二梶ヶ谷架道橋（2008年9月）

駅に隣接して川崎市道尻手黒川道路が走っており、駅の両側で貨物線の下を交差している。また、尻手黒川道路と接続する川崎市道が貨物駅の下を第二梶ヶ谷架道橋（通称梶ヶ谷トンネル・北緯35度34分49.9秒 東経139度36分29.2秒）で通過している。この架道橋内では2006年9月に通り魔殺人事件が発生した。犯人は長らく検挙されなかったものの、別の事件で逮捕・服役していた男が当該事件に関与していたことを2016年1月にほのめかし、2017年10月に逮捕された。
この事件後、「貨物駅の下にあり距離が長い」・「トンネルは照度が暗い」・「歩道に柵があり逃げられない」・「落書きが多い」などの問題点が指摘され、行政が対策に乗り出している。2007年8月に地元中学生によって、水族館をイメージした壁画がトンネル内に描かれ、また現在は4カ所に防犯カメラが設置されている。

## 隣の駅
東日本旅客鉄道（JR東日本）
武蔵野線
鶴見駅 - （新鶴見信号場） - 梶ヶ谷貨物ターミナル駅 - 府中本町駅

#### 記事本文
1. 1 2  「武蔵野南線が完成 3月1日開業 梶ヶ谷貨物ターミナルも竣工」『交通新聞』交通協力会、1976年2月25日、1面。
2. 1 2  石野哲 編『停車場変遷大事典 国鉄・JR編』 II（初版）、JTB、1998年10月1日、73頁。ISBN 978-4-533-02980-6。
3. 1 2  「JR年表」『JR気動車客車編成表 '96年版』ジェー・アール・アール、1996年7月1日、187頁。ISBN 4-88283-117-1。
4. ↑  「作ってみたいコンテナーターミナル」『鉄道模型趣味増刊 プレイモデル No.11』通算432号、機芸出版社、1983年7月20日、P.70。
5. 1 2 3  鉄道トリビア（456） 家庭ゴミを運ぶ貨物列車が走っている
6. ↑  東海旅客鉄道 - 中央新幹線（品川・名古屋間）に係る事業説明会の資料について
7. ↑  “リニア中央新幹線の専用貨物列車が出発進行 その目的とは?”. 乗りものニュース (2017年5月26日). 2020年11月28日時点のオリジナルよりアーカイブ。2021年3月5日閲覧。
8. ↑  「川崎通り魔殺人、39歳男に懲役28年判決 横浜地裁」『産経新聞』2019年12月13日。オリジナルの2023年11月16日時点におけるアーカイブ。2023年11月21日閲覧。
9. ↑  高橋ユキ (2020年2月17日).  週刊新潮WEB取材班: “川崎通り魔殺人 好みの女性が死ぬ間際に見せる苦悶の表情が見たい…被告が法廷で語った"言い訳"”. デイリー新潮.   新潮社. p. 1. 2022年9月30日時点のオリジナルよりアーカイブ。2024年9月27日閲覧。
10. ↑  “特集『通り魔事件が多発 川崎トンネル殺人の死角』”. 報道STATION.   テレビ朝日 (2006年10月10日). 2008年3月3日時点のオリジナルよりアーカイブ。2024年9月27日閲覧。
11. ↑  http://www.city.kawasaki.jp/press/info20061121_3/item207.pdf (PDF) [リンク切れ]

### 利用状況
1. ↑  神奈川県県勢要覧（平成15年度版）228ページ
2. ↑  神奈川県県勢要覧（平成16年度版）228ページ
3. ↑  神奈川県県勢要覧（平成17年度版）230ページ
4. ↑  神奈川県県勢要覧（平成18年度版）232ページ
5. ↑  神奈川県県勢要覧（平成19年度版）232ページ
6. ↑  神奈川県県勢要覧（平成20年度版）237ページ
7. ↑  神奈川県県勢要覧（平成21年度版）247ページ
8. ↑  神奈川県県勢要覧（平成22年度版）245ページ
9. ↑  神奈川県県勢要覧（平成23年度版）245ページ
10. ↑  神奈川県県勢要覧（平成24年度版）243ページ
11. ↑  神奈川県県勢要覧（平成25年度版）243ページ
12. ↑  神奈川県県勢要覧（平成26年度版）245ページ
13. ↑  神奈川県県勢要覧（平成27年度版）245ページ
14. ↑  神奈川県県勢要覧（平成28年度版）253ページ
15. ↑  神奈川県県勢要覧（平成29年度版）245ページ
16. ↑  神奈川県県勢要覧（平成30年度版）229ページ
17. ↑  神奈川県県勢要覧（令和元年度版）229ページ
18. ↑  神奈川県県勢要覧（令和2年度版）229ページ
19. ↑  神奈川県県勢要覧（令和3年度版）221ページ
20. ↑  神奈川県県勢要覧（令和4年度版）225ページ
21. ↑  神奈川県県勢要覧（令和5年度版）205ページ
22. ↑  神奈川県県勢要覧（令和5年度版）199ページ